# Stopira
Ianique dos Santos Tavares plus connu sous le nom de Stopira, est un footballeur international cap-verdien, né le 20 mai 1988 à Praia. Il évolue au poste de défenseur gauche. Son surnom Stopira est inspiré de l'ancien joueur international français Yannick Stopyra, le prénom de Stopira étant Ianique, ce qui donne Ianique Stopira.

## Carrière

### Sporting Praia
Stopira commence sa carrière professionnelle dans son pays en 2006 avec le Sporting Praia. Durant ces trois années parcouru dans le championnat cap-verdien il y remporte durant les trois années le championnat du Cap-Vert. Stopira y gagne également le championnat régional deux fois, et le tournoi inicio. Ce jeune défenseur montre ses talents, et la sélection lui ouvre grands les yeux. À tout juste vingt ans il est appelé avec la sélection cap-verdienne. Ces belles performances lui ont valu des intérêts d'un autre continents, principalement portugais. En 2008, il ne rénove pas plus longtemps et tente une nouvelle aventure européenne avec la formation du CD Santa Clara.

### Santa Clara
Stopira fait ses grands débuts au Portugal, dans un club de deuxième division au CD Santa Clara. Pour sa première saison au club, il ne s'impose pas rapidement mais joue toutefois quelques rencontres de coupe et en fin de championnat. Il en reste à six rencontres en fin de championnat. Pour sa deuxième saison, il s'impose très rapidement fort remarquer après de bonnes prestations aux jeux de la Lusophonie ou il obtient la médaille d'or avec le Cap Vert -20 ans. À son retour l'entraîneur Vítor Pereira lui donne confiance et lui donne une place de titulaire tout au long de la saison. Stopira impressionne, et jouera au total tout au long vingt-six rencontres de championnat. Après ces belles prestations Stopira est suivi par de nombreuses équipes. C'est d'abord le Vitória Guimarães qui tentera de le recruter, mais le transfert avortera et le transfert n'aura pas lieu.

### Deportivo, en réserve
Après son transfert raté du côté du Vitória, Stopira va voir ailleurs et tente son aventure à l'étranger. C'est le Deportivo La Corogne qui lui ouvre grand les bras. Le 8 juillet 2010, il s'engage pour quatre saisons au Deportivo La Corogne. Considéré comme un peu jeune, il joue la saison avec l'équipe réserve, en troisième division. Il s'impose avec l'équipe B, où il joue vingt trois rencontres de championnat. Cependant il ne reste pas plus longtemps et résilie son contrat à la fin de la saison ou il joue 22 matchs.

### Feirense
La fin de saison est arrivée à La Corogne, et Stopira est contacté par le club promu en Liga ZON Sagres du CD Feirense. Il signe un contrat d'un an pour étoffer l'effectif aux postes de latéraux à la mi-août 2011. Il entre en concurrence avec Serginho et y retrouve deux compatriotes Fernando Varela et Sténio Santos. Stopira y vient pour avoir l'espoir de percer et d'atteindre le plus haut niveau, il fait ses grands débuts en première division portugaise durant la seconde journée de championnat, le 20 août 2011 contre le Benfica Lisbonne (1-3) où il évolue les dix dernières minutes sur le terrain. Cependant il ne marque toujours pas son premier but en première division, et reste actuellement bloquée à quatorze rencontres toutes confondues avec le Feirense.

## Sélection nationale
Stopira fait ses grands débuts au Cap-Vert, et se fait remarquer durant sa période au Sporting Praia. Le sélectionneur João de Deus l'appelle et ainsi donc il rejoint l'effectif de la sélection pour les éliminatoires de la coupe du monde 2010. Il fête sa première sélection par la même occasion le 22 juin 2008 contre un match face à Maurice (3-1) ou il effectue la fin du match. Depuis il ne rentre plus vraiment dans les plans de son sélectionneur et il n'est plus appelé.
Cependant le déclic arrive pour lui, il est appelé pour disputer les Jeux de la Lusophonie avec le Cap-Vert -20 ans. Stopira fait un grand parcours avec sa sélection, aux yeux de même battre le Portugal espoirs. Ainsi la sélection cap-verdienne remporte les jeux aux dépens du pays organisateur. Ces belles performances lui ont dû l'intérêt de nombreux clubs principalement portugais, mais aussi lui ont valu d'être rappelé à nouveau avec la sélection A. Pour son premier match titulaire, il fait fort et fait partie des héros du match contre le Portugal (0-0) le 24 mai 2010. Depuis il garde sa place de titulaire avec sa sélection, et dispute de nombreuses rencontres des éliminatoires à la coupe du monde 2010, comptant cette année la pour la coupe d'Afrique des nations 2010. Il en est actuellement à huit sélections avec le Cap-Vert depuis 2008. Stopira dispute sa première compétition internationale lors de la Coupe d'Afrique des nations 2015. Sept ans plus tard, il est de nouveau convoqué pour participer à la Coupe d'Afrique des nations 2021. En décembre 2023, il est retenu dans la liste des vingt-sept joueurs cap-verdiens sélectionnés par Bubista pour disputer la Coupe d'Afrique des nations 2023.

## Statistiques

### Statistiques en club
| Saison                | Club                   | Championnat           | Championnat | Championnat | Coupe nationale | Coupe nationale | Coupe de la Ligue | Coupe de la Ligue | Compétition(s) continentale(s) | Compétition(s) continentale(s) | Compétition(s) continentale(s) | Sélection                 | Sélection | Sélection | Total | Total |
| Saison                | Club                   | Division              | M.          | B.          | M.              | B.              | M.                | B.                | Comp.                          | M.                             | B.                             | Équipe                    | M.        | B.        | M.    | B.    |
| 2006                  | Sporting Praia         | 1                     | -           | -           | -               | -               | -                 | -                 | -                              | -                              | -                              | -                         | -         | -         | 0     | 0     |
| 2007                  | Sporting Praia         | 1                     | -           | -           | -               | -               | -                 | -                 | LC                             | -                              | -                              | -                         | -         | -         | 0     | 0     |
| 2008                  | Sporting Praia         | 1                     | -           | -           | -               | -               | -                 | -                 | LC                             | -                              | -                              | Cap-Vert                  | 1         | 0         | 1     | 0     |
| Sous-total            | Sous-total             | Sous-total            | -           | -           | -               | -               | -                 | -                 | -                              | -                              | -                              | -                         | 1         | 0         | 1     | 0     |
| 2008-2009             | CD Santa Clara         | 2                     | 6           | 0           | 1               | 0               | 0                 | 0                 | -                              | -                              | -                              | Cap-Vert -20 ans          | 1         | 0         | 8     | 0     |
| 2009-2010             | CD Santa Clara         | 2                     | 26          | 0           | 2               | 0               | 2                 | 0                 | -                              | -                              | -                              | Cap-Vert -20 ans Cap-Vert | 1         | 0         | 32    | 0     |
| Sous-total            | Sous-total             | Sous-total            | 32          | 0           | 3               | 0               | 2                 | 0                 | -                              | -                              | -                              | -                         | 3         | 0         | 40    | 0     |
| 2010-2011             | Deportivo La Corogne R | 3                     | 23          | 0           | -               | -               | -                 | -                 | -                              | -                              | -                              | Cap-Vert                  | 7         | 0         | 30    | 0     |
| Sous-total            | Sous-total             | Sous-total            | 23          | 0           | -               | -               | -                 | -                 | -                              | -                              | -                              | -                         | 7         | 0         | 30    | 0     |
| 2011-2012             | CD Feirense            | 1                     | 15          | 0           | 1               | 0               | 2                 | 0                 | -                              | -                              | -                              | Cap-Vert                  | 1         | 0         | 19    | 0     |
| Sous-total            | Sous-total             | Sous-total            | 15          | 0           | 1               | 0               | 2                 | 0                 | -                              | -                              | -                              | -                         | 1         | 0         | 19    | 0     |
| Total sur la carrière | Total sur la carrière  | Total sur la carrière | 70          | 0           | -               | -               | 6                 | 0                 | -                              | -                              | -                              | -                         | 12        | 0         | 88    | 0     |

## Palmarès
| Sporting Praia - Championnat du Cap-Vert (3) : - Vainqueur : 2006, 2007, 2008. - Championnat régional de Santiago Sul (2) : - Vainqueur : 2006, 2008 - Tournoi inicio (1) : - Vainqueur : 2006 |  | Videoton FC - Championnat de Hongrie (1) - Vainqueur : 2015 Cap-Vert - Jeux de la Lusophonie (1) : - Médaille d'or : 2009. |